# Wielawino (stacja kolejowa)
Wielawino – nieistniejąca stacja kolejowa w Wielawinie w Polsce, w województwie zachodniopomorskim, w powiecie szczecineckim, w gminie Grzmiąca.